# Jacques Antoine Charles Bresse
Jacques Antoine Charles Bresse (Vienne, 9 ottobre 1822 – Parigi, 22 maggio 1883) è stato un ingegnere francese, specializzato nella progettazione di motori idraulici.

## Biografia
Bresse si laureò alla École Polytechnique nel 1843, ma iniziò i suoi studi ingegneristici all'École royale des ponts et chaussées (Scuola reale di ponti e strade). Nel 1848 si fece apprezzare con loa pubblicazione negli Annales des ponts et chaussées di un articolo dal titolo Études théoriques sur la résistance des arcs employés dans les ponts en fonte ou en bois, che gli valse la nomina, sempre nel 1848, di istruttore per i corsi di meccanica applicata e nel 1853 ebbe cattedra di meccanica applicata nella École royale des ponts et chaussées. Da allora continuò ad insegnare fino alla morte, avvenuta nel 1883. 
Il suo nome, insieme ad altri 72, è incisa sotto sotto il primo balcone della Torre Eiffel per il suo contributo nel campo della ingegneria civile.
Gli venne conferito nell'anno 1874 il Prix Poncelet dell'Académie ed entrò nell'anno 1880 all'Académie des sciences, sezione méccanica. Fu inoltre nominato cavaliere della Legion d'onore nell'anno 1880.